# 池部彰
池部 彰（いけべ あきら、1950年〈昭和25年〉2月10日 - ）は、日本の政治家。北海道南富良野町長（6期）。

## 来歴
北海道南富良野町出身。1974年3月、北海学園大学工学部卒業。民間企業に就職後、1975年に南富良野町役場に入庁。商工観光課長、財税課長、消防支署長などを歴任。
2000年、南富良野町長選挙に立候補し、8選を目指す現職の楯大亮を破り初当選した。2020年、無投票で6選。
2021年5月中旬ごろ、池部は「道の駅南ふらの」の整備に関する機械設備工事の一般競争入札について、南富良野町のA商事の社長を通じて、予定価格を算出するもとになる工事価格を、上富良野町のA工業所の社長に漏らした。同年6月中旬、町側に匿名の談合情報が寄せられ、町は入札を一度延期。6月15日、入札参加資格がある24社はいずれも「談合の事実はない」と回答。6月18日に行われた入札には4つの共同企業体（JV）が参加し、A工業所が代表会社を務める「有我・飯塚特定建設工事共同企業体」が1億2290万円で落札した。予定価格1億2551万円に対する落札率は98％だった。池部は、直後に開かれた町議会で談合への関与を問われると、「私はこれらについて天地天命に誓って関与したということはございません」と答弁した。
2022年2月14日、池部は官製談合防止法違反と公契約関係競売入札妨害の疑いで逮捕された。併せてA工業所社長、A商事社長も公契約関係競売入札妨害の疑いで逮捕された。同月21日、池部の辞職願は町議会の臨時会で全会一致で同意したため、同日付で辞職した。3月7日、A工業所社長から見返りに現金200万円を受け取ったとして、加重収賄の疑いで池部が再逮捕された。A工業所社長は贈賄、A商事社長は加重収賄の共犯の疑いで再逮捕された。8月29日、旭川地方裁判所にて懲役2年6カ月執行猶予4年、保釈金125万円没収、追徴金75万円の有罪判決を言い渡された。